# Вали-ду-Риу-Доси (мезорегион)

Вали-ду-Риу-Доси на карте.

Вали-ду-Риу-Доси (порт. Mesorregião do Vale do Rio Doce) — административно-статистический мезорегион в Бразилии, входит в штат Минас-Жерайс. Население составляет 1 620 993 человека (на 2010 год). Площадь — 41 713,620 км². Плотность населения — 38,86 чел./км².

## Демография
Согласно сведениям, собранным в ходе переписи 2010 г. Национальным институтом географии и статистики (IBGE), население мезорегиона составляет:
| Полное население                            | Полное население                            | Полное население                            | Полное население                            | 1 620 993 |
| ------------------------------------------- | ------------------------------------------- | ------------------------------------------- | ------------------------------------------- | --------- |
| в том числе:                                | Городское население                         | 1 301 332                                   | Процент городского населения, %             | 80,28     |
|                                             | Сельское население                          | 319 661                                     | Процент сельского населения, %              | 19,72     |
|                                             | Мужское население                           | 793 397                                     | Процент мужского населения, %               | 48,95     |
|                                             | Женское население                           | 827 596                                     | Процент женского населения, %               | 51,05     |
| Плотность населения, чел/км²                | Плотность населения, чел/км²                | Плотность населения, чел/км²                | Плотность населения, чел/км²                | 38,86     |
| Население мезорегиона в % к населению штата | Население мезорегиона в % к населению штата | Население мезорегиона в % к населению штата | Население мезорегиона в % к населению штата | 8,27      |

## Статистика
- Валовой внутренний продукт на 2003 год составляет 10 554 853 410,00 реалов (данные: Бразильский институт географии и статистики).
- Валовой внутренний продукт на душу населения на 2003 год составляет 6824,70 реалов (данные: Бразильский институт географии и статистики).
- Индекс развития человеческого потенциала на 2000 год составляет 0,736 (данные: Программа развития ООН).

## Состав мезорегиона
В мезорегион входят следующие микрорегионы:
1. Айморес
2. Каратинга
3. Говернадор-Валадарис
4. Гуаньяйнс
5. Ипатинга
6. Мантена
7. Песанья